# Талампая
Талампая (исп. Talampaya) — национальный парк, расположенный в западной части и центре провинции Ла-Риоха, Аргентина. Был выделен в заказник в 1975 году, а в 1997 году получил статус национального парка. Площадь парка составляет 2150 км², высота — 1500 м над уровнем моря. Целью образования парка явилась защита мест важных археологических и палеонтологических раскопок.
Парк Талампая находится в долине между двумя горными хребтами, и его ландшафт явился результатом воздействия водной и ветровой эрозии в пустынном климате при широком диапазоне температур. Проливные дожди идут в этой области летом, а весной дуют сильные ветра.

## Достопримечательности парка
- Высохшее русло реки Талампая, где несколько миллионов лет назад жили динозавры — как и в Исчигуаласто здесь можно найти окаменелости той эпохи.
- Каньон Талампая — высота стен достигает 143 м, минимальная ширина — 80 м.
- Остатки поселений местных народов, такие как петроглифы в Пуэрта-дель-Каньон.
- Ботанический сад с местной флорой в узком месте каньона.
- Фауна региона: гуанако, зайцы, мара, лисы и кондоры.

В 2000 году, ЮНЕСКО включил парк Талампая в список Всемирного наследия.